# Dinsing

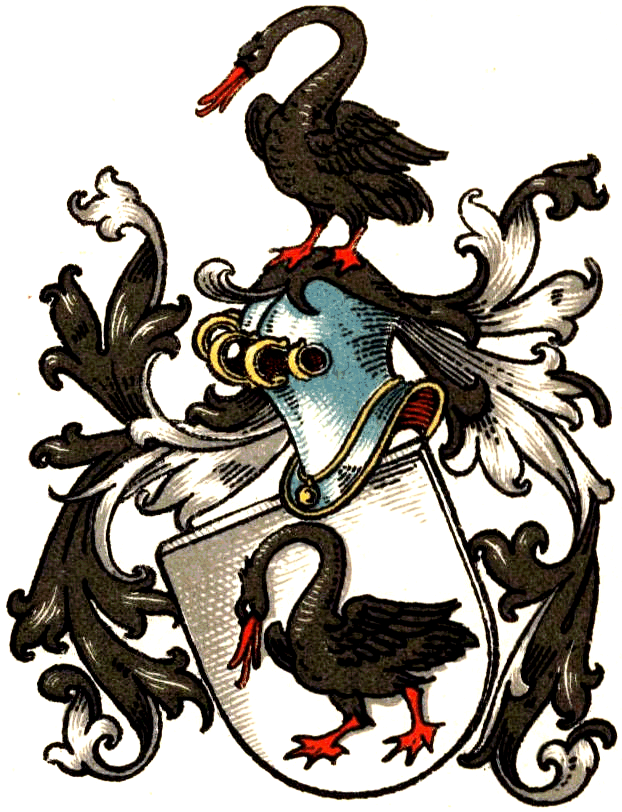
Wappen derer von Dinsing

Dinsing, auch Dysinck und Dinsick, ist der Name eines alten westfälischen Adelsgeschlechts, dessen Stammsitz im Kirchspiel Wattenscheid liegt.

## Geschichte

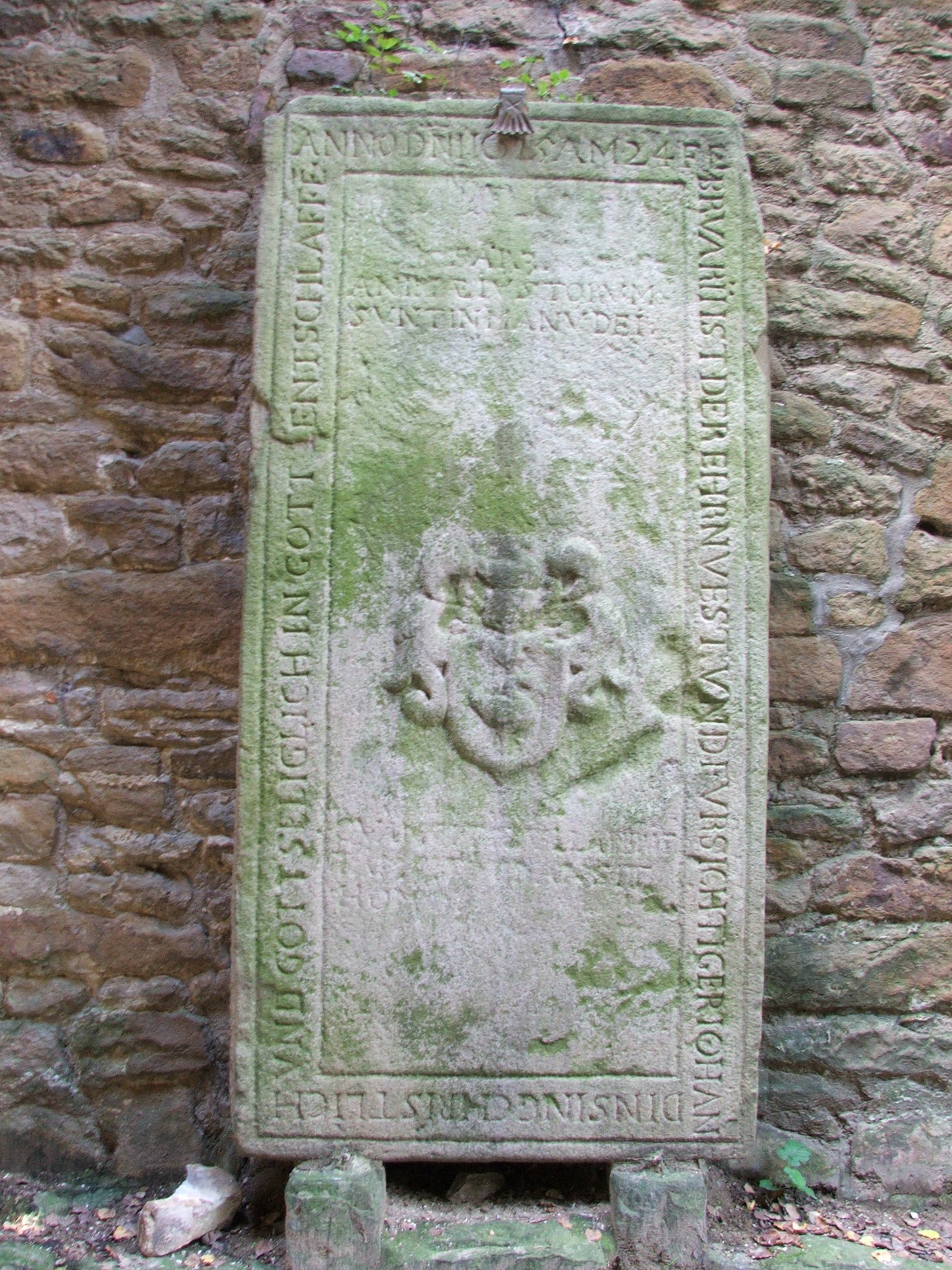
Grabplatte des Johann Dinsing, † 24. Februar 1625

Im Jahre 1482 erwarb Jasper von Dinsing das Rittergut Haus Balken von Jürgen von Backem.
Johann von Dinsick (1529–1540) heiratete Anna von der Berswordt und erbte das Haus Bärendorf.
Die Eheleute Ditmar von Dinsing zu Bärendorf und seine Gatting Elisabeth von Schwansbell veräußerten 1615 die drei Erbgüter Hoemen, Posaun und Bischofskotten im Stift Essen an die Eheleute Johann Mittweg und Gertrud Nessel zu Essen.

## Wappen
Das Wappen zeigt in Silber einen rechtsgewandten, schwarzen Schwan mit rotem Schnabel und roten Füßen. Auf dem Helm mit schwarz-silbernen Decken der Schwan.